# Cirsium tuberosum
Cirse tubéreux, Cirse bulbeux
Espèce
Le Cirse tubéreux ou Cirse bulbeux (Cirsium tuberosum) est une espèce de plante à fleurs  de la famille des Astéracées.
Ce sont des plantes vivaces.